# Романи бахт
Фондация „Романи бахт“ е неправителствена организация, насочена към защита на правата на ромското малцинство в България и неговата еманципация.
Основана е през 1995 година от Михаил Петров Георгиев – ром, роден през 1968 година и израснал в квартал „Факултета“.
Фондация „Романи Бахт“ в началото е представителен офис на Бъргарския Хелзинкски комитет и от 1996 г. се регистрира като самостоятелна организация.